# Ley de Cumplimiento Tributario de Cuentas Extranjeras
La Ley de cumplimiento tributario de cuentas extranjeras, conocida principalmente por sus siglas en inglés FATCA (Foreign  Account  Tax Compliance Act) es una Ley de Estados Unidos aprobada por el Congreso en 2010 y firmada por el presidente Barack Obama. Entró en vigor en el año 2013. 
El objetivo de esta disposición es el control de la evasión fiscal por el gobierno de Estados Unidos mediante la identificación de los ciudadanos de este país y residentes en él que tengan dinero, cuentas o fondos depositados en instituciones financieras extranjeras.
Para ello se requiere obligatoriamente a las instituciones financieras de todo el mundo para que identifiquen e informen de los ciudadanos y residentes norteamericanos que tengan depósitos e inversiones en esos bancos. Las instituciones financieras deben poner a disposición del IRS (El Internal Revenue Service es la autoridad fiscal de Estados Unidos) información relacionada con cuentas y productos financieros de dichas personas. Formulario 8938 del IRS. Esta obligación se solapa de forma redundante con otra obligación anterior que data de 1970 de informar anualmente de disponer cuentas en instituciones fuera de los EE. UU. al FinCen en el formulario 114, conocido como FBAR. Al igual que la ley fiscal estadounidanse, FATCA aplica a todo individuo o entidad con obligaciones fiscales, quienes incluyen ciudadanos estadounidenses y aquellos que han obtenido alguna vez la tarjeta de residencia en EE. UU. (la conocida como green card). 
Para las entidades financieras que no acepten firmar acuerdos con el IRS, la ley prevé que las transferencias de rendimientos y otros conceptos provenientes de esos activos en el exterior, estén sujetos a una retención del 30%. Esta sanción por no reportar la información supone en la práctica una prohibición para hacer negocios en Estados Unidos. 
La ley tiene carácter extraterritorial en la medida que obliga a las entidades financieras extranjeras a informar sobre cuentas bancarias de sus clientes. La intención de la ley es establecer una relación directa entre las instituciones financieras y el Departamento del Tesoro de los Estados Unidos (USDT). Para reducir los problemas legales y proteger los intereses comerciales de las empresas y los bancos que tienen filiales en Estados Unidos, diversos países han firmado acuerdos intergubernamentales para implementar FATCA. Normalmente, el banco informa a la Agencia Tributaria local y esta a la administración estadounidense. 
El 5 de febrero de 2012, cinco países (Francia, Alemania, Italia, España y el Reino Unido) firmaron un protocolo con Estados Unidos donde se comprometían a que las entidades de sus respectivos países aplicaran FATCA dentro de su territorio, estableciendo provisiones y enmiendas en sus acuerdos bilaterales para facilitar información de cuentas bancarias, lugar de residencia, e identificación fiscal, a petición de las autoridades estadounidenses. Otros países firmaron acuerdos similares con diferentes grados de aplicación. Hasta el año 2019, solo Japón ha establecido protocolos a sus residentes para forzar el pago de impuestos y sanciones, por no reportar declaraciones, a los EE. UU.. Otros países como Francia o Canadá tienen acuerdos similares, pero establecen protocolos de no colaboración para proteger a sus nacionales, incluidos aquellos que tienen la doble nacionalidad. 
El tratado entre el Reino de España y los Estados Unidos para mejorar la implementación de FATCA  incluye algunas particularidades que se diferencia del modelo genérico IGA firmado por otros países:
- Se exime a las entidades financieras de informar directamente a las autoridades estadounidenses. Solo informan a la Agencia Tributaria Española, quien canaliza el flujo de información.
- No se exige a las entidades financieras provisiones para el bloqueo de cuentas para usuarios recalcitrantes.
- Se establece un compromiso de reciprocidad. Sin embargo, esa provisión a día de hoy (año 2024) sigue pendiente de ser ratificada por el congreso estadounidense.
- Los modelos W8 de la agencia tributaria estadounidense, se sustituyen por el modelo 290 de la AEAT [11]

## Entorno internacional
La ley FATCA y los acuerdos subsiguientes firmados para lograr su cumplimiento forman parte de la batería de medidas aprobada a nivel internacional para luchar contra el fraude fiscal internacional en el contexto de globalización económica, en el que los gobiernos tratan de ser tan globales como los contribuyentes, y se sitúa en la misma línea de las iniciativas de la Comisión Europea y de la OCDE para establecer un intercambio de información automático como vía para cerrar el fraude fiscal internacional.
Residencia fiscal
En todo el mundo, a excepción de Estados Unidos y Eritrea, el criterio establecido para fijar las obligaciones fiscales es el la residencia (denominado en inglés RBT Resident Based Taxation); según el cual solo se pagan impuestos en el país de residencia. Las leyes estadounidenses utilizan por el contrario el criterio de ciudadanía (CBT Citizen Based Taxation). Todos los que tienen un vínculo con la nacionalidad estadounidense están obligados globalmente al pago de impuestos al estado norteamericano, independientemente de su lugar de residencia, del origen de sus ingresos, tengan también la nacionalidad de otro país o paguen ya impuestos en otro país donde tienen su residencia. Esta práctica que es única a los Estados Unidos y tiene su origen en la guerra civil estadounidense, sin embargo, no se aplicaba por la imposibilidad práctica de imponer su régimen fiscal en otros países, hasta la imposición de FATCA.
Americanos por accidente Esta ley afecta a los llamados "americanos por accidente": personas que nacieron en territorio estadounidense, o que uno de sus padres tiene la nacionalidad estadounidense, o que han tenido en algún momento residencia permanente o temporal en los EE. UU. A criterio de las leyes estadounidenses, tienen obligaciones fiscales con los EE. UU., aunque hayan vivido toda su vida adulta fuera de territorio norteamericano. Algunos ciudadanos perdieron la nacionalidad estadounidense al jurar la bandera de otro país o al naturalizarse en otro país, pero tras un cambio posterior en las leyes, su nacionalidad estadounidense ha sido restaurada de forma retroactiva sin ser informados. En otros casos, son sujetos que nunca han tramitado la nacionalidad estadounidense, pero están dentro de las circunstancias de ser ciudadano estadounidense y no disponen del Número de Seguridad Social (SSN) y les resulta imposible obtenerlo en un muro burocrático, que se suma al complicado, largo y costoso proceso de renuncia.
Doble imposición
Muchos países tienen acuerdos bilaterales para evitar la doble imposición, aunque los acuerdos no eximen de hacer una declaración anual de sus bienes e ingresos a la agencia tributaria de Estados Unidos, tampoco eximen del pago de impuestos por conceptos que puedan estar exentos o tengan una fiscalidad muy baja en el país de residencia. Para los residentes fuera de los Estados Unidos existe una excepción fiscal si los ingresos son inferiores a 108 000$ (ajustados cada año a la inflación), aunque hay conceptos que pueden no estar incluidos como los planes de pensiones que pueden ser considerados como ingresos irregulares. Las leyes fiscales estadounidenses cambian todos los años, incluyendo nuevos conceptos que hacen imposible que los acuerdo bilaterales puedan estar al día para evitar la doble imposición. Es especialmente llamativo para los trabajadores autónomos la obligación de darse de alta en el programa Obama Care, aunque obviamente no pueden disfrutar de sus beneficios.[cita requerida]
Obligación de hacer la declaración fiscal
La declaración anual de bienes se confrontan con el alto coste de estar sometido a dos sistemas impositivos, hacer una declaración en una moneda extranjera y lidiar con procedimientos y formularios pensados para empresas que operan en EE. UU., que suelen tener una equivalencia ambigua, y normalmente requiere de la asistencia de un asesor en fiscalidad internacional; coste que puede llegar a ser inasumible. Errores en la declaración o ambivalencias ambíguas que quedan a criterio del inspector de la IRS, pueden suponer fuertes sanciones. En muchos casos afecta a ciudadanos con doble nacionalidad que desconocen tener obligaciones fiscales en EE. UU. hasta que son informados por el banco. Con la implementación de FATCA, el régimen fiscal al que se enfrentan los ciudadanos estadounidenses que residen fuera de EE. UU. ha sido calificado de devastador.
Imposibilidad práctica de personas estadounidenses de realizar actividades económicas fuera de los Estados Unidos En la realidad de la imposición fiscal extraterritorial  se describen los problemas que incurre la imposición extraterritorial de obligaciones fiscales:
- Difiultades para tener un plan de pensiones, ya que estos no son reconocidos como tales por las leyes fiscales estadounidenses.
- Dificultades para tener inversiones fuera de los EE. UU., ya que son penalizados como inversiones extranjeras, aunque se traten de inversiones en el país de residencia.
- Dificultades para abrir un negocio, ya que son penalizados fiscalmente con obligaciones fiscales adicionales (como GILTI) y costosos gastos administrativos para informar a las autoridades fiscales estadounidenses de sus actividades. En la práctica, las obligaciones fiscales y de informar, no diferencian entre grandes empresas y pequeños negocios cuando se tratan de actividades fuera de los Estados Unidos.
- Dificultades para tener ahorros en una moneda extranjera, ya que las fluctuaciones del cambio de moneda puede incurrir en beneficios fantasmas (unrealized gains).
- Beneficios como subvenciones, ayudas, desempleo, pagos a la cuotas de seguridad social, etc., son tratados como ingresos o pagos ordinarios que pueden no estar amparados en los tratados para evitar la doble imposición. La venta de la primera vivienda puede tener desgravaciones fiscales en el país de residencia, pero no según las leyes fiscales estadounidenses. Otro ejemplo es el pago de las cuotas a la Seguridad Social no exime de la obligación de pagar el "Obama care".
- El esfuerzo adicional de completar la compleja declaración fiscal estadounidense sin las aplicaciones o asistencia que sí tienen los residentes en los EE. UU. y que deben lidiar con la complejidad adicional de los tratados fiscales internacionales que en la práctica require cntratar un asesor fiscal. Por ejemplo, solo rellenar el formulario 114 (FBAR) y el formulario 8938 anualmente requiere una media de 50 minutos para una experto cualificado y errores en esa declaración pueden suponer sanciones del 50% del valor de la cuenta.

El caso Belga
En mayo de 2023 la autoridad belga de protección de datos dictaminó que el envío generalizado de información a las autoridades fiscales estadounidenses supone una violación del artículo 96 de la ley de protección de datos europea (GDPR) y prohibía el flujo indiscriminado de datos a las autoridades estadounidenses. El acuerdo intergubernamental para la aplicación de FATCA, viola el artículo 96 del Reglamento General de Protección de Datos (RGPD) europeo. La transferencia generalizada e indiferenciada de datos fiscales no respeta el principio de limitación de la finalidad (el acuerdo no contiene objetivos concretos para la transferencia de datos); tampoco respeta el principio de proporcionalidad y minimización de datos (solo se pueden tratar los datos estrictamente necesarios para los fines perseguidos, en este caso la lucha contra el fraude fiscal). También indica que FATCA no incluye cláusulas para que los datos que se transmiten no reciben el mismo nivel de protección en EEUU que tienen en Europa, indicando el robo frecuente de los datos a las agencias estadounidenses. Los acuerdos internacionales celebrados antes de la aplicación del GDPR no exime a los Estados miembros de la UE de renegociarlos para que cumplann con las actuales directivas europeas y no puede pretender que sigan siendo contrarios a lo largo del tiempo. 
Movimientos a favor de un cambio legislativo
La asociación Republicans Overseas en el año 2024 proponen recomendaciones "Ending the Unjust Taxation of Overseas Americans" para mover el sistema fiscal estadounidense hacia uno basado en residencia con tres sencillas enmiendas en el código fiscal estadounidense.
Democrats Abroad votó en 2022 a favor de abolir FATCA 
El Comité Europeo de Protección de Datos adoptó una declaración  para instar a los países miembros de la Unión Europea de revisar los tratados internacionales que supongan intercambio de datos, incluidos aquellos relativos al intercambio de información fiscal, para que los derechos de los ciudadanos europeos no se menoscaben por el flujo de información a países fuera de Europa bajo el artículo 96 de la Directiva Europea de Protección de Datos.

## Provisiones
La ley FATCA tiene las siguientes disposiciones importantes: Exige a las instituciones financieras no estadounidenses a indagar entre sus clientes, a personas que pudieran tener la ciudadanía estadounidense. La ley establece unos "indicia" por los que el banco tiene la obligación de cuestionar al cliente sobre su nacionalidad.
Las personas con nacionalidad estadounidenses que poseen o figuran como autorizados en cuentas bancarias o activos extranjeros, si las cuentas  tienen un importe de más de 50.000$ para los residentes en EE. UU. o 200.000$ si son residentes en el extranjero deben informar en el formulario 8938 del IRS, Declaración de Activos Financieros Extranjeros, que deben presentar junto a su declaración de impuestos a EE. UU. FATCA aumentó las sanciones a los que no declaren sus cuentas en el exterior. Los titulares que no declaren sus cuentas estarían sujetos a una multa 100.000$ o del 40% del activo financiero extranjero no revelado (el valor más alto).
FATCA aplica también a familiares o socios en empresas que compartan una cuenta bancaria o activos financieros con una persona estadounidense, quienes rechazan entrar en el régimen fiscal estadounidense dificultando tener una cuenta conjunta. En la práctica supone obtener información sobre activos no estadounidenses.

## FATCA indicia
Los bancos que realizan funciones de indagación para cumplir con los requerimientos de FATCA, obligarán a sus clientes a informar de su vinculación con la nacionalidad estadounidense. Para implementar este requisito, el IRS aprobó el formulario W-8BEN que es una declaración jurada en la que el cliente niega tener la nacionalidad estadounidense y además deben proporcionar su número de identificación fiscal extranjero y su dirección de residencia al IRS. O el formulario W9 si es ciudadano estadounidense y deben proporcionar su número de seguridad social estadounidense (SSN) o número TIN y su dirección de residencia. En el caso de que esa persona sea titular de una empresa, deben solicitar su número TIN.
La ley FATCA obliga a los bancos a remitir esos formularios a sus clientes si entran dentro de los FATCA "indicia":
- Cualquier persona que haya nacido en Estados Unidos. Según las leyes estadounidenses se las considera ciudadanos de EE. UU., aunque nunca hayan formalizado los trámites para obtener la ciudadanía.
- Que haya sido identificado como ciudadano o residente en EE. UU. por otras fuentes.
- Que figure con una dirección de correos en EE. UU.
- Un número de teléfono aportado al banco sea correspondiente a EE. UU.
- Que figuren con transacciones a una cuenta bancaria en los Estados Unidos.
- La existencia de un apoderado con domicilio en EE. UU.
- Cualquier empresa si al menos el 25% del capital pertenece a personas estadounidenses.
- Nota especial: Otros afectados por FATCA incluyen: Cualquier persona que no sea de los EE. UU. que comparta una cuenta conjunta con una persona de EE. UU. o que permita que una persona de los EE. UU. tenga autoridad signataria en su cuenta. Cualquier organización comercial o sin fines de lucro en las que se identifique una persona con la ciudadanía estadounidense.

Si un usuariose resiste a cumplir con el requerimiento, el banco informará igualmente al IRS del balance y movimientos de sus cuentas bancarias, información personal y establecen provisiones para bloquear su cuenta.

## Renuncias a la ciudadanía estadounidense
De acuerdo con la publicación semestral del registro federal del IRS, en el periodo desde el año 2010 al 2018 se han producido 29.376 renuncias a la ciudadanía estadounidense. Durante los años 2020 y 2021, la mayoría de las embajadas estadounidenses no han ofrecido servicio de expatriación por la pandemia de COVID-19. En comparación, durante el periodo 2001 al 2009 se registraron 4.815 renuncias. Los motivos de las renuncias pueden ser diversos, pero es difícil negar la evidencia que la gran mayoría de las mismas en la segunda década del siglo  XXI están motivados por FATCA y por las reticencias de los bancos de admitir a ciudadanos estadounidense que residen en otros países y la sujeción a doble imposición. Sin embargo, las leyes estadounidenses prohíben la renuncia a la ciudadanía estadounidense por motivos fiscales. [cita requerida]
Ante el fuerte incremento de renuncias a la ciudadanía estadounidense, se han endurecido los requerimientos para solicitar la expatriación.
- En el año 2019, el coste para iniciar el proceso es de 2.350$ que es un pago ineludible.
- También deben someterse al complejo impuesto de expatriación (Exit Tax), por todos sus bienes globales e ingresos en los últimos cinco años. Como expatriados las herencias y otras donaciones pueden ser fiscalizados con una tasa del 40%. Este impuesto de expatriación se creó en la enmienda "Tax Cuts and Jobs Act" de 2017.
- Independientemente, de cumplir con el pago de la obligaciones fiscales, el IRS también puede establecer sanciones de 10.000$ por no remitir correctamente el formulario 8854.[22]
- Por otra parte, las leyes estadounidenses prohíben la entrada a este país a todos los individuos que hayan renunciado a la nacionalidad. Aunque en la práctica, esta disposición solo se ha aplicado si la IRS considera que la renuncia está motivada para evadir el pago de impuestos.[cita requerida]
- Aunque se renuncie a la ciudadanía estadounidense, se puede seguir siendo persona estadounidense a efectos fiscales años después de haber renunciado. Si en el momento de la expatriación se mantienen obligaciones fiscales, no se ha cumplimentado el impuesto de expatriación o si se tiene un patrimonio neto mayor de dos millones de dólares, se consideran expatriados con cobertura ("covered expatriated").
- Bajo ciertas circunstancias, los que habían renunciado o estén en proceso de renunciar, se pueden acoger a un programa de alivio[23] como medio alternativo para cumplir con el proceso de la certificación de cumplimiento tributario y no ser considerados expatriados con cobertura, ni ser responsables de los impuestos y multas no pagados.

## Críticas a la ley FATCA
La Ley FATCA ha sido criticada y recurrida a los tribunales por su inconstitucionalidad y su escasa eficacia para combatir la evasión de impuestos y su sobre-extensión. Algunos de los puntos más críticos se describen a continuación.
Extraterritorialidad Se trata de una ley exclusivamente estadounidense con alcance extraterritorial que supone una violación del principio de soberanía, al obligar a las instituciones financieras en otros países a cumplir una ley estadounidense fuera de su territorio, que con frecuencia contradice leyes locales. Por ejemplo, en Europa enviar información privada a los Estados Unidos, como exige la ley FATCA, supone una violación de las leyes sobre el tratamiento de datos privados.
Falta de reciprocidad No se trata de una ley recíproca ya que no existe ninguna cláusula para que los bancos estadounidenses a su vez informen a las agencias tributarias de otros países de sus nacionales con cuentas bancarias en los Estados Unidos.
Relaciones internacionales y derechos humanos Según la carta europea de los derechos humanos, las leyes y los acuerdos bilaterales deben respetar los derechos humanos, incluida la privacidad. La implementación de FATCA criminaliza a las personas estadounidenses que viven fuera del país bajo el supuesto de que son evasores fiscales y se las obliga a revelar su información privada de forma desproporcionada, intrusiva y punitiva sin que existan indicios de evasión fiscal. De forma innecesaria expone información personal y financiera que puede ser utilizada en suplantaciones de identidad; así como obligar a declararse como ciudadano estadounidense en países con sentimientos hostiles hacia las políticas de EE. UU. FATCA tampoco respeta el principio del beneficio mutuo que deben regir los acuerdos bilaterales. La firma de los acuerdos intergubernamentales se hizo bajo la amenaza de aplicar sanciones a las instituciones bancarias no estadounidenses.
Efecto recaudador Aunque ha sido defendida como una ley con un propósito únicamente informativo, tiene un carácter recaudatorio sobre las economías de otros países en el contexto de las leyes fiscales estadounidenses; ya toda persona estadounidenses tienen obligaciones fiscales independientemente de donde residen, operen o de donde provengan sus ingresos. Uno de los mecanismos recaudatorios es retener inversiones de valores en la bolsa y activos estadounidenses. Las empresas también pueden ser consideradas persona estadounidense (dicha consideración no está recogida en ningún tratado bilateral y queda a discreción de las leyes estadounidenses) que estarían obligadas a pagar impuestos por todas sus operaciones globales a través del Global Intangible Low-Taxed Income (GILTI). Esta actitud ha sido calificada de imperialista
Para los individuos, que están sujetos a las provisiones de los tratados para evitar la doble imposición fiscal, FATCA ha tenido un efecto recaudador casi nulo, pero ha servido para identificar personas estadounidenses que residen en el extranjero e imponer sanciones por no reportar la existencia de cuentas en el extranjero (el conocido como FBAR); sanciones que pueden ser entre 10.000$ y 100.000$ por cada año. Aunque estas personas solo tienen cuentas en su país de residencia, son tratadas como cuentas extranjeras, según las leyes estadounidenses.
Coste frente a beneficio En el caso de las personas físicas que tienen su residencia en países con cargas fiscales mayores que en los EE. UU., la capacidad recaudatoria es mínima y el coste de implementación de esta ley es muy superior al posible beneficio. Carga que además deben asumir las instituciones financieras que se convierten en sucursales del IRS, que admite las ineficacia al tratar el volumen de datos La mayoría de las personas afectadas son de clase media o baja con ingresos muy inferiores a la excepción fiscal de 108.000$ para residentes en el extranjero. 
Los países de la OCDE, excepto EE. UU. ya han implantado el sistema de intercambio automático de información CRS, que se ha extendido progresivamente a otros países. Los Estados Unidos han optado de forma unilateral por su sistema FATCA, que les permite circunvalar las provisiones de reciprocidad y residencia fiscal, pero que incurre en gastos adicionales que se traslada a las entidades financieras. 
En el informe del año 2022 del Departamento del Tesoro "Additional Actions Are Needed to Address Non-Filing and Non-Reporting Compliance Under the Foreign Account Tax Compliance Act" (TIGTA Report Number: 2022-30-019)  reconoce que se han recaudado $14 millones en pagos fiscales adicionales gracias a la identificación de cuentas en el extranjero a través de FATCA, que se aleja mucho de los 8 mil millones con los que se justificaba la ley. Mientras que el coste de implementar el sistema asciende a $514 millones, que solo tiene en cuenta el coste para las administraciones estadounidenses; el coste para las entidades financieras a nivel global asciende a varios miles de millones.
Cierre de cuentas Las instituciones financieras son reticentes a admitir a cualquier cliente sospechoso de tener la nacionalidad estadounidense para evitar conflictos legales y posibles sanciones. Al incluir el indicia haber nacido en los EE. UU, los formularios para abrir una cuenta bancaria exigen indicar el lugar de nacimiento y los bancos rechazan a clientes por ese motivo, aunque se tenga otra nacionalidad o se declare no tener cargas fiscales con los EE. UU. y tener la residencia fiscal fuera de los EE. UU. Lo que supone una fragante violación del principio de no discriminación. Esta situación ha obligado a los clientes afectados apelar a los tribunales europeos y forzarles a iniciar el proceso de expatriación.
Americanos por accidente En Francia, uno de los países más estrictos en la aplicación de FATCA y con un importante número de ciudadanos estadounidenses, se estima que existen unos 10 000 estadounidenses accidentales a quienes se les han denegado servicios bancarios, por declarar que nacieron en los EE. UU.; hecho que no pueden ocultar ya que figura en sus documentos de identidad. Sin embargo, se estima que existen varios cientos de miles de clientes bancarios en toda Europa que también se verían afectados por FATCA (hijos o nietos de estadounidenses, personas que residieron en los EE. UU. y solicitaron la llamada "Green Card", o tienen cuentas en los EE. UU.). Circunstancias que los bancos no indagan o no tienen capacidad de indagar y es suficiente una declaración de no tener obligaciones fiscales con los EE. UU. para quedar "por debajo del radar".
El Parlamento Europeo reconoce el problema de la existencia de nacionales de un país de la Unión Europea que por circunstancias son también personas estadounidenses, pero que no han tenido o han roto hace tiempo sus vínculos con los Estados Unidos y que son objeto de un trato discriminatorio, en violación de las normas europeas. Sin embargo, no toma más acciones al respecto. 
Rechazo al FATCA doméstico en los EE. UU. La administración del presidente Biden propuso expandir la información que deben reportar los bancos estadounidenses bajo el plan "American Families Plan Tax Compliance Agenda". Todas las cuentas bancarias con un saldo tan bajo como 600$ serían reveladas a la agencia fiscal estadounidense (IRS); lo que en la práctica permitiría a la IRS tener acceso a la información de todas las cuentas corrientes de los ciudadanos estadounidenses, sin requerir una auditoría, que solo se puede hacer bajo indicios. La propuesta fue rechazada por el Congreso de los EE. UU. el 29 de octubre de 2021. Algunas de las alegaciones fueron: Violación del derecho a la privacidad como derecho fundamental; los datos privados solo deben ser revelados bajo la premisa de motivos razonables, incluso a los gobiernos. La falta de seguridad de la IRS al procesar la información; cuya base de datos ha sido hackeada en varias ocasiones. La desconfianza natural del pueblo estadounidense al uso que haría el gobierno con toda la información privada y financiera de sus ciudadanos.[cita requerida]
Evasión fiscal Por otra parte, la ley FATCA no cumple con su propósito de evitar la evasión de impuestos cuando existen mecanismos legales para que grandes fortunas y empresas no paguen impuestos. En la práctica, FATCA da una ventaja a los bancos estadounidenses para atraer grandes fondos a estados con fuertes deducciones fiscales, como Delaware, que en esencia funcionan como paraísos fiscales.
El senador Rand Paul ha descrito FATCA como un ejemplo de ley que no cumple con su objetivo y con demasiadas repercusiones destructivas no previstas. Europa y Canadá son las regiones con una mayor proporción de expatriados, muchos de ellos con doble nacionalidad, y han creado asociaciones para apelar a las instancias europeas y proteger sus derechos.